# The Premise
 (février 2023).
Le contenu est difficilement compréhensible vu les erreurs de traduction, qui sont peut-être dues à l'utilisation d'un logiciel de traduction automatique.
 (janvier 2022).
The Premise est une série télévisée d'anthologies américaine en cinq épisodes d'environ 30 minutes créée par B. J. Novak et diffusée entre le 16 septembre et le 7 octobre 2021 sur le service FX on Hulu.
À l'échelle internationale, la série est disponible via Disney+ sous le hub de streaming dédié Star dans certains marchés.

## Distribution
- B. J. Novak (VF : Jérémy Bardeau) : lui-même
- Jon Bernthal (VF : Jérôme Pauwels) : Chase Milbrandt
- Beau Bridges (VF : José Luccioni) : William
- Kaitlyn Dever (VF : Rebecca Benhamour) : Abbi Miller
- Ayo Edebiri (VF : Aurélie Konaté) : Eve Stone
- Jermaine Fowler (en) (VF : Diouc Koma) : Darren Williams
- Randal Gonzalez (VF : Jean-Marc Charrier) : Jury Foreman
- Lucas Hedges (VF : Gauthier Battoue) : Jesse Wheeler
- Boyd Holbrook (VF : Stéphane Pouplard) : Aaron
- O'Shea Jackson Jr. (VF : Namakan Koné) : Cooper
- Amy Landecker (VF : Audrey Sourdive) : Trish
- Jordan Mann (VF : Elsa Davoine) : Naomi
- Emily Nelson (VF : Adeline Germaneau) : Keri Pina
- Ben Platt (VF : Julien Alluguette) : Hansen Evan
- Melissa Saint-Amand (VF : Peggy Martineau) : Vanessa Delacroix
- Brendan Scannell (VF : Benjamin Bollen) : Caleb Rose
- Grace Song (VF : Estelle Darazi) : Susie Xu

 Source et légende : version française (VF) sur RS Doublage

## Production
En juillet 2019, FX a commandé une commande pilote de deux épisodes pour une anthologie créée par B. J. Novak et produite par FXP. En mai 2020, FX a repris la série. Lucas Hedges, Kaitlyn Dever, Jon Bernthal et Boyd Holbrook ont été choisis pour des épisodes pilotes en 2019, tandis que Ben Platt, Tracee Ellis Ross et Daniel Dae Kim, entre autres, ont été annoncés pour jouer dans la série en août 2021. Au cours de l'été Tournée de presse TCA, Novak a fait la lumière sur ses efforts pour lancer Jack Nicholson dans la série et a expliqué qu'ils avaient abandonné l'épisode après qu'ils n'aient pas pu le lancer. La musique est d'Emily Bear et Brooke Blair.
Le 15 février 2023, la série est annulée.

## Épisodes
1. Social Justice Sex Tape
2. Moment of Silence
3. The Ballad of Jesse Wheeler
4. The Commenter
5. Butt Plug